# Saint-Pierre-de-Mons
Saint-Pierre-de-Mons (occitano: Sent Pèir de Lengon) è un comune francese di 1 107 abitanti situato nel dipartimento della Gironda nella regione della Nuova Aquitania.

## Società

### Evoluzione demografica
Abitanti censiti